# Барро, Гастон
Гасто́н Барро́ (фр. Gaston Barreau; 7 декабря 1883 — 11 июня 1958) — французский футболист и тренер, игрок сборной Франции. На протяжении многих лет был тренером сборной Франции, в этом качестве участвовал в чемпионате мира 1938 года.

## Карьера

### Клубная
Большую часть своей карьеры игрока Гастон Барро провёл в клубе «Леваллуа», за который начал выступать в 1898 году. С 1908 по 1909 год Барро играл за парижский «Клёб Франсе», после чего вернулся в «Леваллуа», где и завершил карьеру в 1919 году. В течение своей карьеры футболист выступал на позициях защитника и полузащитника.

### В сборной
Гастон Барро дебютировал в сборной Франции 30 апреля 1911 года в товарищеском матче с Бельгией. В дальнейшем футболист сыграл ещё в 11 товарищеских встречах сборной, последняя из которых (против команды Венгрии) была сыграна 31 мая 1914 года
.
| Матчи Барро за сборную Франции | Матчи Барро за сборную Франции | Матчи Барро за сборную Франции | Матчи Барро за сборную Франции | Матчи Барро за сборную Франции | Матчи Барро за сборную Франции | Матчи Барро за сборную Франции |
| ------------------------------ | ------------------------------ | ------------------------------ | ------------------------------ | ------------------------------ | ------------------------------ | ------------------------------ |
| №                              | Дата                           | Соперник                       | Счёт                           | Голы Барро                     | Турнир                         |                                |
| 1                              | 30 апреля 1911                 | Бельгия                        | 1:7                            | -                              | Товарищеский матч              |                                |
| 2                              | 29 октября 1911                | Люксембург                     | 4:1                            | -                              | Товарищеский матч              |                                |
| 3                              | 28 января 1912                 | Бельгия                        | 1:1                            | -                              | Товарищеский матч              |                                |
| 4                              | 18 февраля 1912                | Швейцария                      | 4:1                            | -                              | Товарищеский матч              |                                |
| 5                              | 17 марта 1912                  | Италия                         | 4:3                            | -                              | Товарищеский матч              |                                |
| 6                              | 12 января 1913                 | Италия                         | 1:0                            | -                              | Товарищеский матч              |                                |
| 7                              | 16 февраля 1913                | Бельгия                        | 0:3                            | -                              | Товарищеский матч              |                                |
| 8                              | 27 февраля 1913                | Англия (люб.)                  | 1:4                            | -                              | Товарищеский матч              |                                |
| 9                              | 9 марта 1913                   | Швейцария                      | 4:1                            | -                              | Товарищеский матч              |                                |
| 10                             | 20 апреля 1913                 | Люксембург                     | 8:0                            | -                              | Товарищеский матч              |                                |
| 11                             | 25 января 1914                 | Бельгия                        | 4:3                            | -                              | Товарищеский матч              |                                |
| 12                             | 31 мая 1914                    | Венгрия                        | 1:5                            | -                              | Товарищеский матч              |                                |

Итого: 12 матчей; 7 побед, 1 ничья, 4 поражения.

### Тренерская
В 1919 году, завершив карьеру игрока, Гастон Барро вошёл в состав тренерского комитета сборной Франции в качестве технического менеджера. Руководить сборной на первом чемпионате мира Барро помешала экзаменационная сессия (по совместительству тренер являлся преподавателем консерватории)
.
В 1934 году на роль главного тренера был приглашён англичанин Джордж Кимптон. Барро же руководил сборной на домашнем чемпионате мира в 1938 году. Команда под его руководством прошла Бельгию и уступила в четвертьфинале будущим победителям турнира итальянцам. Формально он оставался руководителем сборной Франции вплоть до 1954 года: под его руководством она сыграла всего 197 матчей.